# الدوري الهولندي الممتاز 1897–98
الدوري الهولندي الممتاز 1897–98 (بالهولندية: Nederlands landskampioenschap voetbal 1897/98)‏ هو الموسم 10 من الدوري الهولندي الممتاز. أشرف على تنظيمه الاتحاد الملكي الهولندي لكرة القدم، وفاز فيه AVV RAP ‏.